# Sciara concinna
Sciara concinna är en tvåvingeart som först beskrevs av Samuel Wendell Williston  1896.  Sciara concinna ingår i släktet Sciara och familjen sorgmyggor. Inga underarter finns listade i Catalogue of Life.